# Станіслав Чупурна
Станіслав Чу(о)пурна(о) Роді(и)мович (лат. Stanislaus alias Czupurna, Czupurna, Czapurne, Czoporne, Czeporne, Tchapurne, пом. 1411) — державний діяч, дипломат Великого князівства Литовського, маршалок двірський (1395—1407) і земський (1407—1411) великого князя литовського Вітовта.

## Життєпис
Походив із литовського боярського роду. Мав брата, вількомирського старосту Вігайла (Вигайла), та племінника, ковенського старосту Яна Гінтовта. Можливо також, їхніми родичами були впливові на той час урядники — солечницький Александр Монтовт і віленський староста Альберт Монивид.
У орденських описах доріг є відомості за 1385—1387 роки про маєток Чупурни «нім. Czapornendorf» неподалік від Солечників, імовірно в сучасному селі Таборишки. Він володів також маєтком у самих Солечниках, будинками у Віленському замку та Ковні.
Вперше Станіслав Чупурна згадується у наданні Вітовта Віленській катедрі 2 лютого 1395 року як двірський маршалок (лат. marschalcus curie) господаря. Очевидно, він був близьким соратником князя, брав участь у переважній більшості подій разом із ним і, особливо на початку його правління як «найвищого князя литовського» (від 1401 року), разом із Альбертом Монивидом, був чи не найвпливовішим у оточенні правителя.
12 жовтня 1398 року Чупурна засвідчив підписання Салінського договору з Тевтонським орденом. 1401 року був одним із авторів і підписантів Віленсько-Радомської унії з Королівством Польським. До документа Вітовта для ордену від 14 жовтня цього ж року прикріпив печатку з гербом, що не належить до польської геральдичної традиції та руським надписом:
ЧОПУРНО • РОДИМОВИЧА
Станіслав Чупурна був одним із відповідальних за дипломатичні зв'язки з Тевтонським орденом. Він декілька разів їздив із посольствами до великого магістра ордену Конрада фон Юнгінгена (1400, 1401, 1405, 1407). Імовірно, вони підтримували дружні відносини.
1404 року разом із Альбертом Монивидом і Яном Сунігайлом виступив посередником при укладенні перемир'я між жемайтами і орденом.
13 січня 1407 року Станіслав Чупурна вперше виступає в документі з титулом маршалка Литовської землі. З переписки орденських урядників від травня 1407 року відомо про хворобу Чупурни. Великий магістр цікавився його здоров'ям, сам маршалок виїжджав на лікування до ордену.
У документах посада маршалка називається по-різному. Так, 1409 року в одному документі він указується маршалком земським, у іншому «принижується» до маршалка двірського.
6 грудня 1410 року він фундував каплицю у Віленському францисканському костелі. Можливо, був одним із фундаторів костелу у Солечниках. До документу від 26 травня цього ж року привісив печатку з іншим надписом:
+ ЧОПУРНА РОДИМОВИЧ П
21 січня 1411 року разом із князями Ягайлом і Вітовтом, Чупурна видав послам ордену дозвіл на вільне пересування. 1 лютого 1411 року був одним із підписантів мирного договору з Орденом у Торуні.
Востаннє згадується в документах 20 квітня 1411 року. Помер Чупурна, очевидно, невдовзі після цього. 1413 року згадується вже як небіжчик.